# Tobias von Hebborn

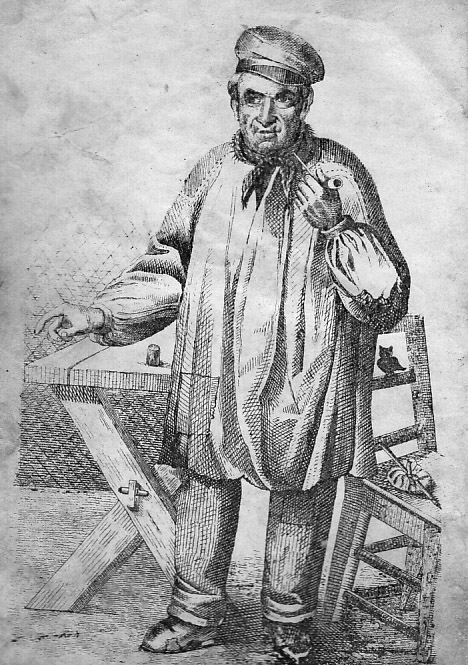
Meister Matthias Tobias von Hebborn

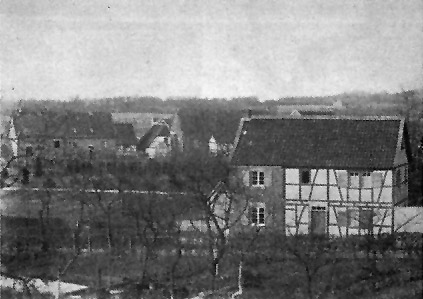
Wohnhaus Flachsberg 14 in Paffrath um 1900

Tobias von Hebborn (* 14. September 1778 in Malberg bei Kyllburg; † 18. Oktober 1849 in Bergisch Gladbach) war ein deutscher Schuhmacher (mundartlich Schuster) und stadtbekanntes Original von Bergisch Gladbach. Im Titel seines Buchs nennt ihn Vinzenz von Zuccalmaglio Meister Mathias Tobias von Hebborn. Sein richtiger Name war aber Mathias Debos.

## Leben
Debos heiratete am 27. Januar 1823 kirchlich in Paffrath und vier Tage später standesamtlich vor dem Bergisch Gladbacher Bürgermeister Johann Anton Kolter die aus Paffrath stammende Helena Christina Buschhorn. Sie war am 3. Oktober 1791 zu Flachsberg, das ist heute eine Straßenbezeichnung in Paffrath, als Tochter des Schneiders Heinrich Buschhorn und seiner Frau Gertrud Kaiz geboren worden. Sie wohnten im Haus des Schneiders Buschhorn auf dem Flachsberg, heute Flachsberg 14. Frau Helena Debos brachte zwei Kinder mit in die Ehe, drei weitere Kinder kamen während ihrer gemeinsamen Ehe hinzu. In den letzten Lebensjahren von Helena hatte sich Mathias Debos nicht mehr um sie gekümmert. Sie starb am 19. September 1848. Ihr Ehemann soll an der Beerdigung nicht teilgenommen haben.
Für Tobias von Hebborn ist kein anderer Wohnsitz als der in Paffrath bekannt. Aus der Tatsache, dass er seine Familie verlassen hatte, ergibt sich, dass er irgendwann in seinem Leben begann, als Vagabund ohne festen Wohnsitz umherzuziehen. Als Beleg dafür steht die Tatsache, dass er an seinem Sterbetag tot auf dem Heuboden des alten Gronauer Wirtshauses (besser bekannt als Gronauer Hof) in Gronau gefunden wurde.

## Der Lügschuster
Vinzenz von Zuccalmaglio, genannt Montanus, schrieb anonym unter der Autorenangabe von einem Volksfreunde im Jahr 1849 ein Volksbuch, worin nicht blos Eulen gespiegelt sind, sondern auch Raben, Elstern, Nesttödter, Schruten, Gänse, Dompfaffen, Wiedehöpfe, Scheffen und andre lose Vögel wie sie Namen haben. Der Titel des Buchs lautet Der neue Eulenspiegel, das ist: Leben, Thaten, Meinungen und Profezeihungen des Meister Mathias Tobias von Hebborn. Das Buch berichtet über 31 Schelmenstücke des Lügschusters Tobias. Warum er ihm den Namen Tobias mit dem Zusatz von Hebborn gab, ist nicht überliefert. Seine so genannten Heldentaten vollbrachte er zunächst in der Umgebung seines Geburtsortes in der Eifel. Nachdem er in das Bergische Land gekommen war, spielte er seine zahlreichen Streiche im Raum Bergisch Gladbach, in Leverkusen, Köln-Mülheim, Altenberg und sogar in Much. Die Geschichten sind überaus heiter und spiegeln in volkskundlicher Weise Hintergründe über das Leben besonders in und kurz nach der so genannten Franzosenzeit.